# Edition Korrespondenzen
Der Verlag Edition Korrespondenzen ist ein Literaturverlag mit Sitz in Wien.
Der Verlag wurde im Jahr 2000 von Franz Hammerbacher gegründet. Der zuvor als Lektor tätige Reto Ziegler ist seit 2007 der Verlagsleiter. Der Verlag engagiert sich laut einem Interview für eine „sprach- und formästhetisch orientierte Literatur, in der das Abenteuer von Sprache und Welt immer wieder neu gewagt wird.“ Nichtdeutschsprachige Lyrik veröffentlicht der Verlag meist zweisprachig.
Zu den bei der Edition Korrespondenzen verlegten Autoren gehören u. a.: 
- Ilse Aichinger
- Xaver Bayer
- Christoph W. Bauer
- Charles Bernstein
- Inger Christensen
- Elfriede Czurda
- Franz Dodel
- Michael Donhauser
- Oswald Egger
- Peter Handke
- Barbara Köhler
- Margret Kreidl
- Martin Kubaczek
- Claudio Magris
- Helga Michie
- Sabina Naef
- Kurt Neumann
- Gonçalo M. Tavares
- Anja Utler
- Rosmarie Waldrop
- Franz Weinzettl